# Deutsche Akademie für Musik und darstellende Kunst in Prag
Die Deutsche Akademie für Musik und darstellende Kunst in Prag, oft auch kurz als Deutsche Musikakademie Prag benannt, war eine von 1920 bis 1945 existierende universitäre Ausbildungsstätte für Musiker und Schauspieler in Prag.

## Geschichte
Im Jahr 1808 wurde das Prager Konservatorium durch einen Verein als zunächst deutschsprachige Lehranstalt für Musiker gegründet. Infolge der tschechischen Nationalbewegung im 19. Jahrhundert bekam dieses Konservatorium auch einen tschechischsprachigen Zweig und wurde über lange Zeit zweisprachig geführt. Nach dem Ersten Weltkrieg und der Gründung der Tschechoslowakei wurde es 1919 als Tschechisches Staatskonservatorium verstaatlicht und fortgeführt. Vertreter der deutschen Bevölkerungsminderheit in Prag um Rudolf Freiherr von Procházka entschieden sich 1919, die Deutsche Akademie für Musik und darstellende Kunst ins Leben zu rufen.
Die Gründung erfolgte schließlich 1920. Die Akademie betrachtete sich als Nachfolgerin des alten Prager Konservatoriums und als Schwesterinstitut des tschechischen Staatskonservatoriums. Der österreichische Dirigent und Komponist Alexander von Zemlinsky wurde 1920 der erste Rektor der neuen Ausbildungsstätte. Gleichzeitig unterrichtete er Komposition und Dirigieren am neuen Institut. Wie zuvor am Konservatorium gab es Abteilungen für Instrumentalmusik, Klavier, Orgel und Chorleitung, Komposition, Dirigieren, Gesang und Opernspiel, Schauspiel sowie Musikpädagogik. An die Mittelschule schloss sich für besonders begabte Studenten der Fächer Komposition, Violine oder Klavier eine Meisterschule an.
Sie wurde bis zum Herbst 1938 durch den Verein Deutsche Akademie für Musik und darstellende Kunst in Prag betrieben und finanziert und erhielt außerdem eine Subvention vom tschechoslowakischen Staat. 1940 wurde die Akademie in das Hochschulinstitut für Musik und darstellende Kunst bei der Deutschen Karls-Universität umgewandelt und 1945 aufgelöst.

## Lehrkräfte der Akademie (Auswahl)
- Conrad Ansorge, Klavier
- Fidelio F. Finke, Musiktheorie und Komposition
- Anton Nowakowski
- Kurt Utz, Orgel
- Alexander von Zemlinsky, Komposition und Dirigieren

## Prominente Alumni
- Hans Krása (1899–1944), Komponist
- Hans Winterberg (1901–1991), Komponist
- Herbert Hiebsch (1905–1948), Musikwissenschaftler und nationalsozialistischer Musikfunktionär
- Fritz Rieger (1910–1978), Dirigent
- Zikmund Schul (1916–1944), Komponist
- Franz Bummerl (1927–2011), Trompeter und Flügelhornist der Original Egerländer Musikanten